# Bézues-Bajon
Bézues-Bajon è un comune francese di 213 abitanti situato nel dipartimento del Gers nella regione dell'Occitania.

## Società

### Evoluzione demografica
Abitanti censiti